# St Botolph’s Aldgate

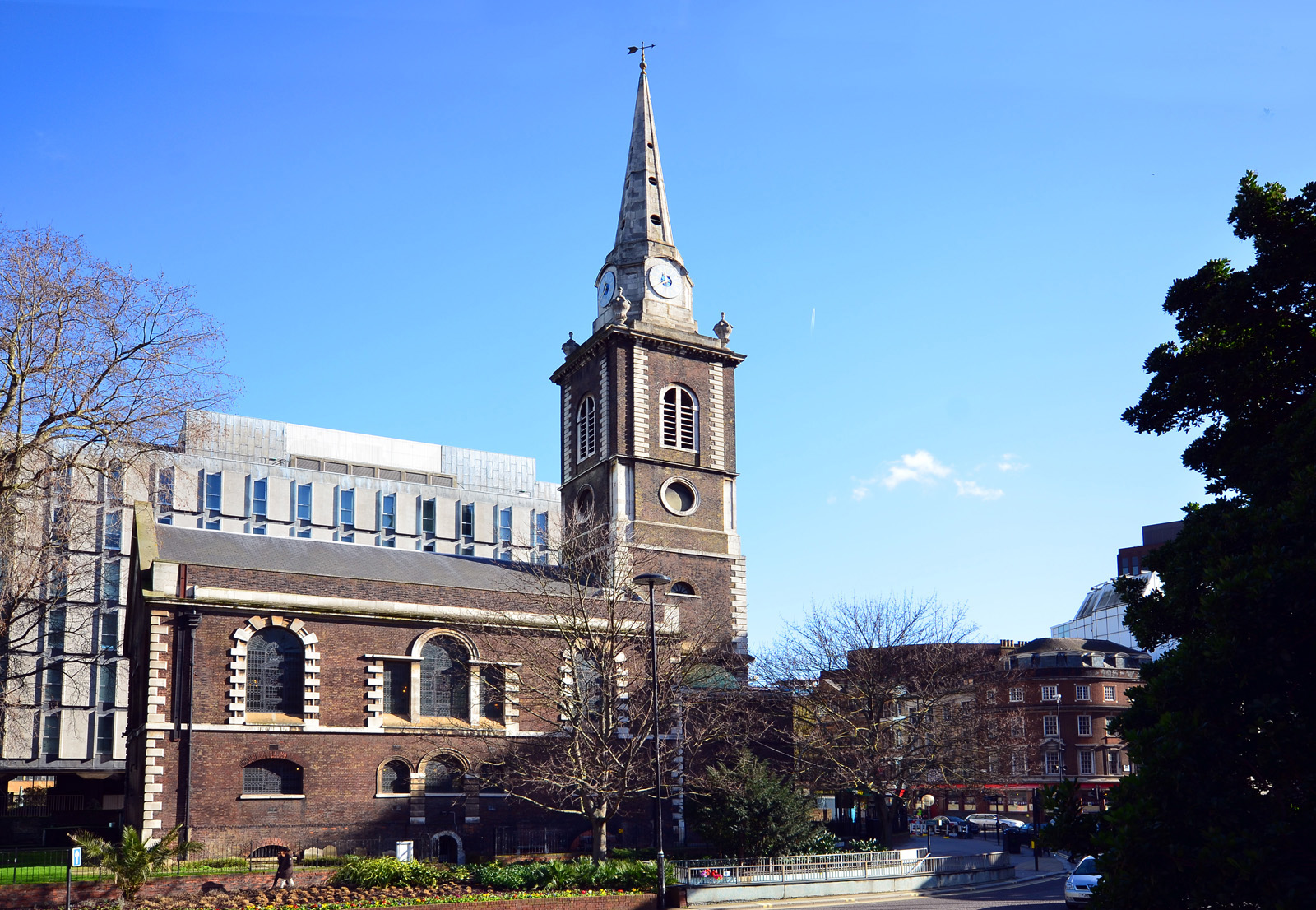
Die Kirche St Botolph’s Aldgate

St Botolph’s Aldgate ist eine anglikanische Kirche in der Innenstadt von London, die sich in der Aldgate High Street nördlich des Towers of London befindet. Die Kirche ist dem heiligen Botolph gewidmet und ist seit 1950 als Kulturdenkmal der Kategorie Grade I eingestuft.

## Geschichte
Das heutige Gotteshaus entstand im 18. Jahrhundert als Ersatz für einen mittelalterlichen Vorgängerbau, der 1666 im Großen Brand von London zerstört wurde. Der Neubau wurde zwischen 1741 und 1744 nach einem Entwurf von George Dance dem Älteren ausgeführt.
Das Innere der Kirche wurde von 1888 bis 1893 von John Francis Bentley umgebaut, darunter die Stuckdecke mit Engeln und die Galerien mit weißen Balustraden. Während der Luftangriffe des Zweiten Weltkriegs erlitt die Kirche nur geringe Schäden. 1965 brach in der Kirche ein Feuer aus, das Glasmalereien, Grabdenkmäler und auch liturgische Gewänder zerstörte und Holzarbeiten beschädigte. Die Kirche wurde nach der Restaurierung 1966 in Anwesenheit der Königinmutter neu geweiht.

## Ausstattung
Unter den Grabdenkmälern in der Kirche befindet sich das für Sir Arthur Darcy, dessen zusammen mit seinem Vater Thomas Darcy sowie seinem Schwiegervater Nicholas Carew gedacht wird, die beide zu Beginn der englischen Reformation von König Heinrich VIII. wegen Rebellion hingerichtet wurden. Auf einer Wandtafel wird an Thomas Bray erinnert, der in der Kirche zu Beginn des 18. Jahrhunderts Vikar und Gründer sowohl der Gesellschaft zur Förderung des christlichen Wissens (SPCK) als auch der Gesellschaft zur Verbreitung des Evangeliums (USPG) war.
Die Bodentafel am Eingang erinnert an die „längste Nacht“ des London Blitz im Jahr 1941, als 1486 Menschen in London getötet wurden. Der Ort markiert die Stelle, an der sich ein Bombensplitter, der durch das Dach gefallen ist, eingegraben hat.
Die meisten der Glasmalereien stammen aus den Jahren 1969–1972 und erinnern an ehemalige Stadträte von Portsoken, die zum Oberbürgermeister von London gewählt wurden. Das große Fenster hinter dem Altar stammt aus dem Jahr 1857 und basiert auf Rubens’ Gemälde „Christi Kreuzabnahme“.

## Orgel

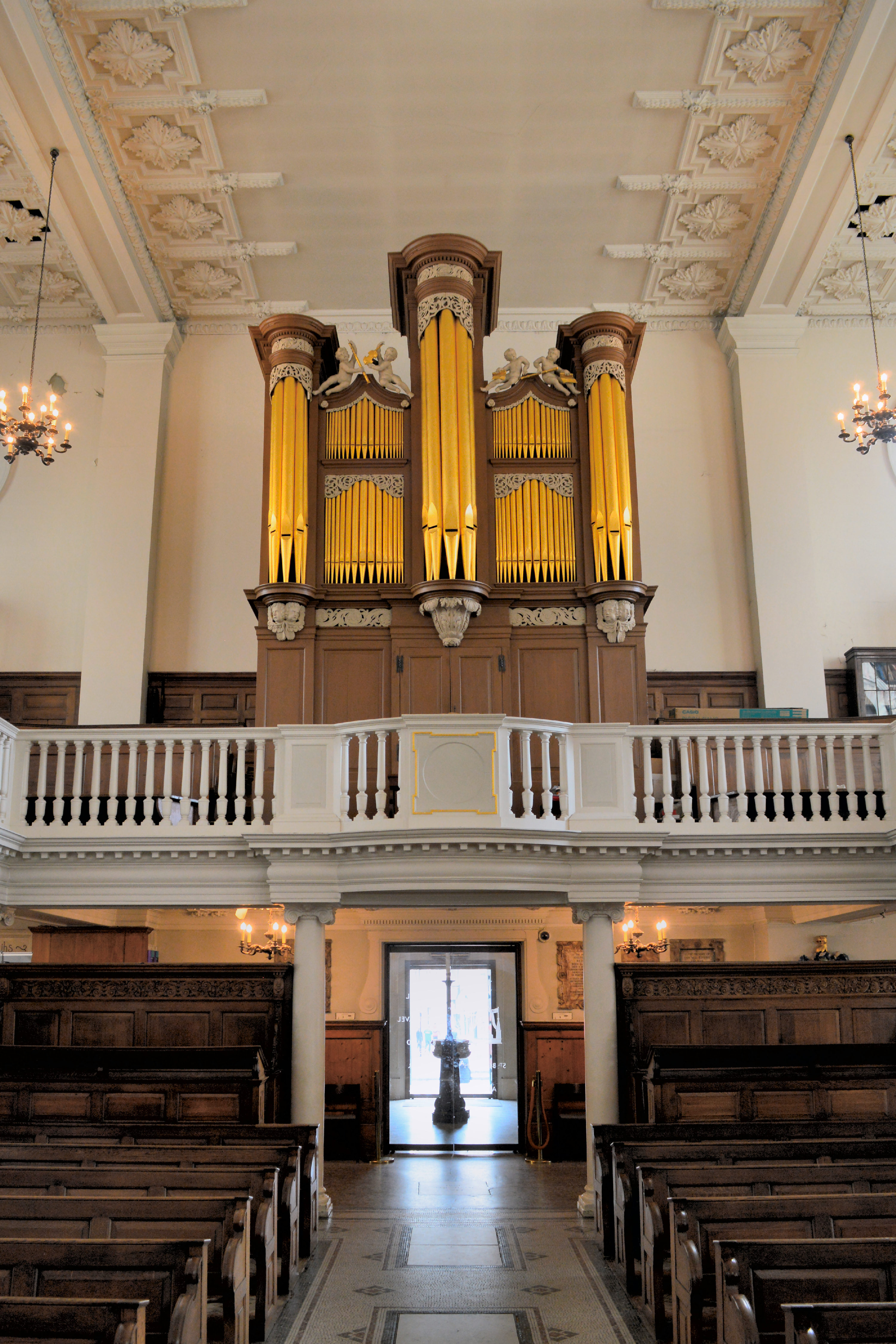
Harris-Orgel von etwa 1705

Die Orgel von St. Botolph’s gilt als eine der ältesten funktionierende Kirchenorgeln Englands. Sie stammt aus der Zeit vor der heutigen Kirche um 1705 und wird dem Orgelbauer Renatus Harris zugeschrieben. Wahrscheinlich waren andere Orgelbauer an dem Bau beteiligt. Beim Kirchenneubau 1744 wurde die Orgel eingelagert und von John Byfield dem Älteren restauriert, der eine kleine Umdisponierung vornahm. Umbauten erfolgten 1866 durch William Hill & Sons, 1898 durch J. C. Bishop & Son und 1966 durch Mander Organs. 2005–2006 wurden das Gehäuse, die farbliche Fassung und die Disposition durch Goetze & Gwynn weitgehend in den ursprünglichen Zustand zurückversetzt. Der größte Teil des Pfeifenbestands und eine Windlade sind erhalten. Die Orgel verfügt über 21 Register auf drei Manualen und Pedal.
| I Great organ C–d3 |       |
| Open Diapason      | 8′    |
| Stop Diapason      | 8′    |
| Principal          | 4′    |
| Twelfth            | 2 ⁄3′ |
| Fifteenth          | 2′    |
| Sexquialtra IV     |       |
| Furniture III      |       |
| Cornet treble V    |       |
| Trumpet            | 8′    |

| II Choir organ C–d3 |    |
| Stop Diapason       | 8′ |
| Principal           | 4′ |
| Flute               | 4′ |
| Bassoon             | 8′ |
| Vox Humana          | 8′ |

| III Swell/Echo C1–d3 |    |
| Open Diapason        | 8′ |
| Stop Diapason        | 8′ |
| Cornet IV            |    |
| Trumpet              | 8′ |
| Hautboy              | 8′ |

| Pedal CD–d1 |     |
| Bourdon     | 16′ |
| Bass Flute  | 8′  |

- Koppeln: I/P, II/P
- Tremulant, Drum